# Ваппу
Ва́ппу (фин. Vappu) — ежегодный традиционный праздник, отмечаемый в Финляндии 1 мая. В праздновании Ваппу восходящие ко временам язычества ритуалы встречи весенне-летнего периода совмещаются с возникшей в XX веке традицией чествования людей труда. В Финляндии праздник начинается уже в канун 1 мая и по традиции отмечается не только как день трудящихся, но и как день студента. Празднование сопровождается карнавалами, шествиями, демонстрациями. С 1979 года 1 мая объявлено в Финляндии официальным государственным праздником, во время которого вывешивают государственный флаг.  Для большинства жителей Финляндии Ваппу — это прежде всего праздник веселья и радости ожидания наступающей весны.

## Этимология названия
Название праздника восходит к имени христианской святой VIII века Вальбурги Хайденхаймской, дочери святого саксонского короля Ричарда Уэссекского, которая решила посвятить свою жизнь церкви и после долгого служения стала настоятельницей бенедиктинского монастыря в Хайденхайме, она управляла им в течение почти 20 лет. После смерти её провозгласили святой, а канонизация состоялась 1 мая в конце IX века (предположительно в 870 году). С тех пор этот день стал считаться днем святой Вальбурги. Название представляет собой цепочку фонетических преобразований Walborga → Valpuri → Vappu.

## История праздника
Праздновать Первое мая в Финляндии начали ещё в Средние века как день памяти святой Вальбурги. В центральной и северной Европе в этом христианском празднике отчетливо различимы элементы аграрных циклических ритуалов и традиций, одной из которых было разжигание костров, однако в современной Финляндии на Ваппу костры уже не жгут. С Первомаем связано и много других верований, проявлений магии и даже представление о разгуле ведьм, для защиты от которых и жгли так называемые ведьмины костры. В Финляндии в канун Ваппу было принято выгонять скот на пастбище, и дети, надев на шеи колокольчики, со звоном бегали по пастбищу .
Однако после чикагских событий 1886 года и решения парижского конгресса Второго интернационала (1889) во многих странах Первомай приобрел новый социальный смысл и стал отмечаться как день мирных демонстраций и борьбы трудящихся за свои права. Выбор этой даты отчасти связан с так называемым «днем переезда» (англ. Moving Day) — традицией перезаключать договоры аренды и трудовые договоры на северо-востоке США. К концу XIX века сложилась довольно устойчивая традиция у рабочих движений разных стран заявлять о трудовых правах работников и демонстрировать солидарность. Часто к шествиям и митингам рабочих примыкали студенты. После демонстраций обычно устраивались пикники. В Финляндии обычай организовать первомайские демонстрации также имеет долгую историю, хотя по сравнению с другими странами Северной и Западной Европы традиции празднования дня трудящихся появились в этой стране позднее. Впервые первомайское шествие в Финляндии было организовано ассоциацией работников книжной промышленности Хельсинки и прошло в столице в 1890 году. В начале 1900-х годов некоторые предприятия выступали с предложением перенести мирные демонстрации трудящихся на первое воскресенье июня, поскольку типичная для начала мая холодная погода не всегда располагает к празднованию на открытом воздухе. Однако это предложение не получило поддержки большинства. Эти сложившиеся на рубеже XIX—XX века традиции легли в основу современных сценариев проведения праздника.
В Финляндии Ваппу  является государственным праздником и официальным нерабочим днем с 1979 года.

## Праздник студентов
Первое мая своим большим праздником считают и студенты высших учебных заведений Финляндии. Уже с начала XIX века они являются активными участниками всеобщего празднования наступающей весны. Раньше студенческим днем было 13 мая, День цветов (фин. Floran päivä), но со временем праздник передвинулся на начало месяца. Модель празднования этого дня пришла в Финляндию из Швеции.

## Традиции современного празднования
В настоящее время 1 мая — один из самых весёлых праздников весны, атрибутами которого неизменно являются белые фуражки выпускников гимназий (фин. ylioppilaslakit), которые надевают не только недавние выпускники, но вообще все, кто когда-либо закончил гимназию.  Повсюду можно услышать свистки и увидеть серпантин, мишуру, воздушные шары, парики, маски и карнавальные костюмы, забавные аксессуары к ним и маскарадный грим на лицах празднующих. Ни один Ваппу не обходится также без веселого шумного карнавала.
Одной из традиций начала празднования в Хельсинки является надевание 30 апреля вечером белой абитуриентской фуражки на памятник Хавис Аманда. На мероприятие собирается до 20-30 тысяч человек.

## Традиционный праздничный стол

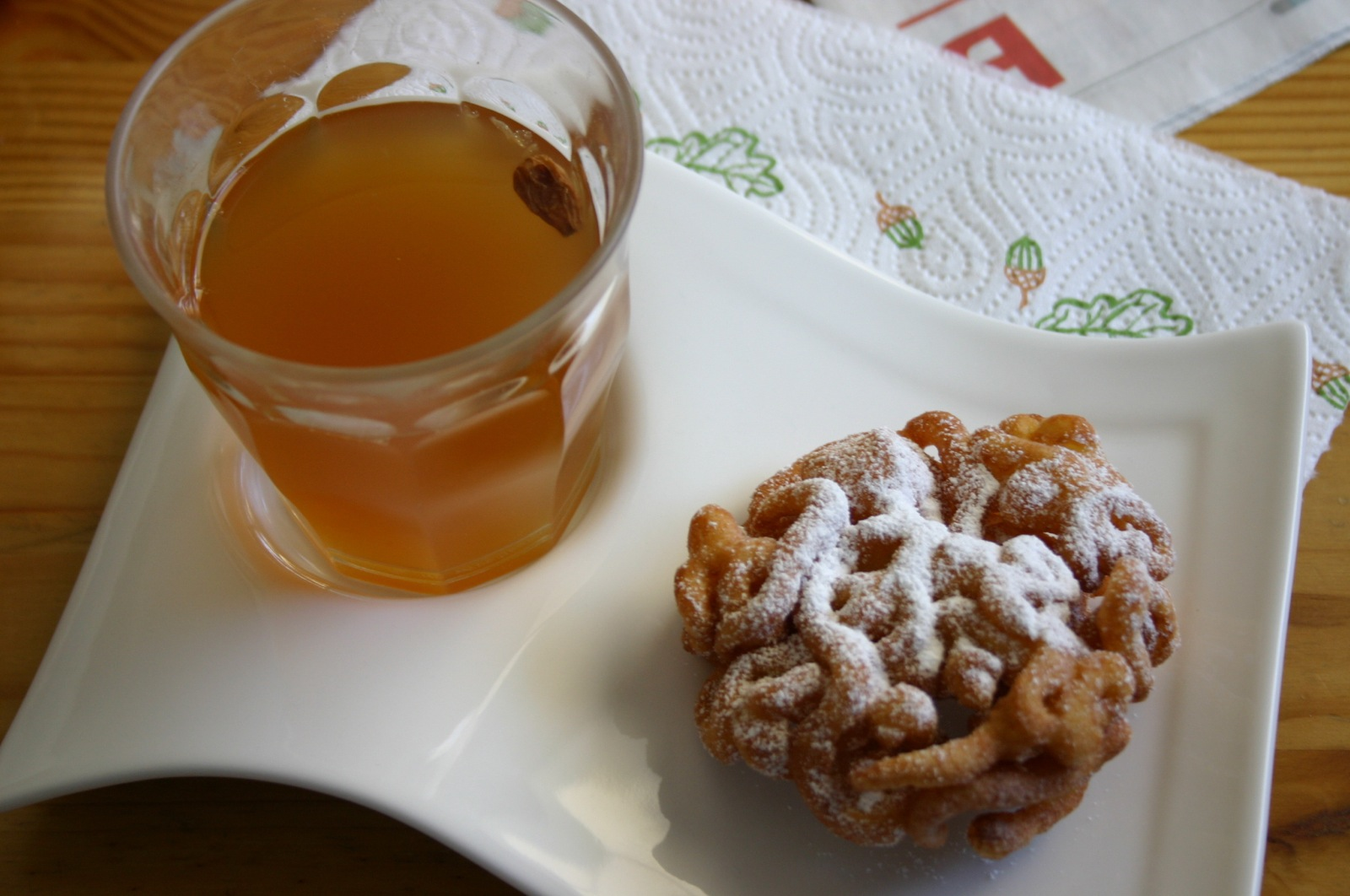
Сима и кондитерский хворост (традиционное угощение на Ваппу)

Ваппу в Финляндии принято отмечать на природе, в парках, на дачах. Традиционным первомайским напитком является слабоалкогольный напиток на основе мёда сима (фин. sima). Этот напиток упоминается ещё в карельском народном эпосе «Калевала», однако современный рецепт был разработан в XVIII веке. В конце XIX века сима стала любимым летним напитком финнов, и её популярность со временем возросла. Теперь без симы традиционное празднование Первомая трудно представить: к празднику его изготавливают и в домашних условиях, и промышленным способом. В последние десятилетия позиции традиционной симы теснит игристое вино и шампанское.
Симу часто подают с такими популярными на Ваппу лакомствами, как хворост (фин. tippaleipä) и пончики (фин. munkit). Полагают, что рецепт хвороста восходит к традиционному немецкому пирожному, известному в Финляндии с XVIII века, когда его начали подавать к столу сначала в богатых домах, а затем, уже в XIX веке, и в ресторанах столицы. Пончики, традиционно изготовленные в рапсовом масле, входят в обычный ассортимент финских кафе, однако на Ваппу они особенно популярны.

## Поздравление
Традиционным поздравлением является речевая формула Hyvää Vappua! «Хорошего Ваппу!».    